# Сфенкел
Сфенкел (Σφέγκελος) или Сфангел — по византийским источникам, один из основных полководцев Киевского  великого князя Святослава Игоревича, командовавший частью русских войск во время войны 970—971 годов. В «Истории» Льва Диакона назван «третьим по достоинству после Сфендослава» (вторым был Икмор), у Иоанна Скилицы он же назван именем Сфангел (Σφάγγελος) и «вторым по достоинству».
В 971 году Сфенкел/Сфангел возглавлял семитысячную дружину, защищавшую Преслав, а после его падения прорвался в Доростол к Святославу. Во время одного боя в окрестностях Доростола Сфенкел погиб. Лев Диакон описал его гибель: «Обе стороны храбро сражались, попеременно тесня друг друга, и было неясно, кто победит. Но вот один [из воинов], вырвавшись из фаланги ромеев, „сразил Сфенкела, (почитавшегося у тавроскифов третьим после Сфендослава), доблестного, огромного ростом мужа, отважно сражавшегося в этом бою“. Пораженные его гибелью, тавроскифы стали шаг за шагом отступать с равнины, устремляясь к городу».
Некоторые из-за сходства имён и статуса его отождествляют с воеводой Свенельдом из русских летописей. Однако Свенельд участвовал в заключении мирного договора и в дальнейших событиях истории Руси до 977 года, а Сфенкел, по сообщениям византийцев, погиб ещё во время войны.